# سياناميد
السياناميد هو مركب كيميائي من النتروجين والكربون والهيدروجين له الصيغة الكيميائية CH2N2، ويكون على شكل بلورات بيضاء، وهو من المركبات السامة.
يصنف السياناميد كيميائياً على أنه أميد حمض السيانيك، كما يمكن أن يصنف على أنه نتريل حمض الكرباميك، كما يمكن أن يصنف صنوه الذي على هيئة كربو ثنائي إيميد كأنه ثنائي إيميد لثنائي أكسيد الكربون. تدعى المركبات المشتقة من هذا المركب باسم سياناميدات.

## التحضير
يحضر السياماميد من تفاعل حلمهة سياناميد الكالسيوم بوجود غاز ثنائي أكسيد الكربون :
{\displaystyle \mathrm {CaCN_{2}+H_{2}O+CO_{2}\ \rightarrow \ H_{2}NCN+CaCO_{3}} }
كما يمكن إجراء عملية التحضير من تفاعل كلوريد السيانوجين مع الأمونياك:
{\displaystyle \mathrm {Cl{-}C{\equiv N}\ +\ NH_{3}\ {\xrightarrow {-HCl}}\ H_{2}N{-}C{\equiv N}\ \rightleftharpoons \ HN{=}C{=}NH} }

## الخصائص
يكون السياناميد في الشروط العادية من الضغط ودرجة الحرارة على هيئة بلورات بيضاء قابلة للاسترطاب. ينحل السياناميد بشكل جيد في الماء وفي المذيبات العضوية القطبية مثل الإيثانول وثنائي إيثيل الإيثر.
للمركب فعالية كيميائية كبيرة وهو قابل للاتحاد مع نفسه على شكل ثنائي وحدات (ديمر) وهو ثنائي سياناميد، وعلى شكل ثلاثي وحدات (تريمر) وهو ميلامين. يتم التثبيت عادة بإضافة حوالي 0.5% وزناً من فوسفات أحادية الصوديوم.

## الاستخدامات
يستخدم السياناميد في تحضير الأسمدة الآزوتية. كما يستخدم كمادة بادئة في الصناعة الكيميائية من أجل تحضير مبيدات الأعشاب.

## السلامة
يعد السياناميد من المركبات السامة بالنسبة للإنسان، حيث تبلغ قيمة الجرعة المميتة للنصف 125 مغ لكل كيلوغرام، مقيسة بالنسبة لجرعة فموية معطاة للجرذان.